# 小煌女
『小煌女』（しょうこうじょ、a twinkle little princess）は、海野つなみによる日本の漫画作品。
講談社の『Kiss』にて2009年21号から2011年20号にかけて連載された。単行本は全5巻。サブタイトルは全て、マザー・グース（ナーサリー・ライムズ）から引用されている。
「小公女」をSF風にアレンジした作品で、作者にとっては初となる完全オリジナルの長編作品。
『なかよし』『Amie』で主に活動をしていた時の担当編集者が零した「『小公女』をやりたいけど誰も乗ってくれない」という一言から、自分が「小公女」を描くなら……と想像を膨らませて出来上がっていった作品。後に『Vanilla』で連載を依頼された時に本作の構想を話したが、SFは誌風に合わないからと採用されなかった。

## あらすじ
時は未来。
連邦国家となった地球、英国自治区の寄宿学校・ベネディクト女学校に、惑星トアンから王女ジノンが留学名目で亡命してくる。
学校で住み込みのハウスメイドとして働くサリーはすっかり、凛とした雰囲気を持つ美しいジノンの虜となってしまう。
穏やかに学校生活を送っていたジノンだったが、かねてより懸案だった政情が悪化し、母星は核爆発により消滅した、との知らせが入る。

## 登場人物

### ベネディクト女学校
ジノン
主人公で惑星トアンの王女。16歳。地球へ留学するという名目で、政情不安なトアンから地球連邦英国自治区に亡命し、ベネディクト女学校のフィニッシング・コースに編入する。正式名はウォン・ヨン・ジノン・コカ。
サリー（セーラ・リード）
もう一人の主人公。ベネディクト女学校で住み込みのハウスメイドとして働く赤毛の少女。
セニン
ジノンの付き添い。個人的な使用人は学校で禁じられているため、共に生徒として編入。正式名はヨジン・ジノ・セニン。
イライザ（エリザベス・ランチェスター）
ハートフォード侯爵令嬢。庶子で母親はデパートの店員だったが、正妻と長女が事故死し、後妻として侯爵家に迎えられた。兄に認められたい一心で懸命にレディとしての教育を受け、美しく聡明に育った。兄に叶わぬ恋心を抱いている。
ケイトリン・ジョンストン
中産階級の娘。父親は会社員、母親は専業主婦。いつもサリーに厳しく当たる。上昇志向が強く、金持ちに対して僻み根性を持つ。
コートニー
北アメリカ州出身。大企業の社長令嬢。イライザとはよく喧嘩する仲。
リエ・ハラダ
日本人。皆「RIE」を上手く発音できず、「ゥリー」や「ライ」などと呼び、いちいち訂正するのが面倒なので「ハラダ」と呼ばれる。
暁楓（シャオフォン）
アジア州中国自治区出身。実家は地球でもトップクラスの食品会社。
カルディナ
スペイン貴族の娘。
シャルロット・オーウェン
英国自治区元首相の孫。母親は男爵家出身。
校長
何も考えていなさそうな女性。
ネオーミ
副校長。校長の妹で金にがめつい。
ステラ
年配のハウスメイド。
コニー
先生付のハウスメイド。テレビっ子で、1日の仕事が終わるとすぐに自室に戻る。
グラートン夫妻
料理人。
ヴィルジニー・メイユール
下級生。アリスの親友。母親はフランスの有名な女優。
アリス・ミルトン
下級生。ヴィルジニーの親友。

### 惑星トアン
トゥト
暗殺されたジノンの弟で婚約者。
オナスン
ミトン調査隊隊長。父親は首相。
シクサ
オナスンの優秀な補佐官。
ニアン
神官。

### その他
エリオット
グロスター公爵の息子。父・グロスター公は国王の甥。イートン校在学中に寮にストリップの踊り子を呼んで退学になった。イライザの婚約者だったが、女遊びの激しい男で、21歳の若さで駆け出しの女優と事故死する。
リチャード
ハートフォード侯爵。イライザの兄。
パメラ
ハートフォード侯爵夫人。イライザの義姉。お嬢様育ちで気が回らず、ぼんやりした人。

## 用語
地球
北アメリカ州、南アメリカ州、アジア州、ヨーロッパ州、オセアニア州、アフリカ州の6つの州から成る連邦国家。各州はいくつかの自治区に分かれており、それぞれ文化や風習が異なる。
ベネディクト女学校（ガールズスクール）
各国・各惑星の上陸階級の子女を預かる寄宿学校の一つ。生徒と教師合わせて100人弱が在籍する。宇宙マナーだけでなく、地球エチケットなどのプロトコールを学ぶ。
進学コース
宇宙共通大学入学資格試験に必要な学士（通称・UB）を取るためのコース。イライザやコートニーが選択している。
トアン王国
テハン星系の双子の惑星、トアンとエンマから成る立憲君主国。母系社会で、同じ母親から生まれた子どもは父親が誰であれ同じ家で育つ。トアン王家はエンマから降り立った神々の末裔と言われ、王家に限っては近親婚が許されている。
神官
1000人に1人の割合で生まれる染色体異常の子どもで、“神の子”と呼ばれる。生まれてすぐに神殿に引き取られて育てられる。美しい容姿を持ち、穏やかで聡明。生殖能力がなく、短命で寿命は30年前後。

## 書誌情報
- 海野つなみ 『小煌女』 講談社〈KC Kiss〉 全5巻
  1. 2010年4月13日発売、ISBN 978-4-06-340797-6
  2. 2010年9月13日発売、ISBN 978-4-06-340817-1
  3. 2011年2月10日発売、ISBN 978-4-06-340836-2
  4. 2011年7月13日発売、ISBN 978-4-06-340849-2
  5. 2011年12月13日発売、ISBN 978-4-06-340863-8